# Луций Валерий Флакк (претор 63 года до н. э.)
Лу́ций Вале́рий Флакк (лат. Lucius Valerius Flaccus; умер после 54 года до н. э.) — римский политический деятель и военачальник из патрицианского рода Валериев, претор 63 года до н. э. Участвовал в войнах со средиземноморскими пиратами и в восточных походах Гнея Помпея Великого. В 59 году до н. э. стал обвиняемым в суде, причём его защищал Марк Туллий Цицерон, текст речи которого частично сохранился. Флакк был оправдан, но не смог продолжить карьеру.

## Происхождение
Луций Валерий принадлежал к одному из самых знатных патрицианских родов Рима. Легендарный прародитель Валериев был сабинянином и переселился в Рим вместе с соправителем Ромула Титом Тацием. Его потомок Публий Валерий Публикола стал одним из основателей Римской республики и консулом в первый год её существования, и в дальнейшем Валерии регулярно появлялись в Капитолийских фастах.
Носители когномена Флакк (Flaccus) были с середины III по середину I вв. до н. э. наиболее могущественной ветвью Валериев (наряду с Мессалами). Они достигали консульства в каждом из шести поколений. Прадедом Луция был консул 152 года до н. э., отцом — консул-суффект 86 года до н. э., дядей — консул 93 года до н. э. Мать Луция предположительно принадлежала к роду Сауфеев.

## Биография
Учитывая требования Корнелиева закона и хронологию карьеры Луция Валерия, исследователи датируют рождение последнего примерно 103 годом до н. э. Таким образом, он начинал взрослую жизнь во время восточного похода отца в рамках Первой Митридатовой войны (86 год до н. э.) и вполне мог в этом походе участвовать. Флакк-старший в 85 году до н. э. был убит взбунтовавшимися солдатами; Флакк-младший после этого нашёл убежище у своего дяди Гая Валерия, наместника Галлии (83—81 годы до н. э.).
В 78 году до н. э. Луций в качестве военного трибуна снова отправился на Восток вместе с Публием Сервилием Ватией (впоследствии Исавриком), наместником Киликии, который вёл тогда войну с пиратами. Ватия вернулся в Рим в 74 году до н. э., но Флакк был в столице уже к 76 году, когда его вместе с Публием Габинием и Манием Отацилием направили в Грецию — за книгами Сивилл для нового храма Юпитера Капитолийского. Предположительно все участники этой миссии были квиндецемвирами священнодействий. В 71 или не позже 70 года до н. э. Луций занимал должность квестора при Марке Пупии Пизоне Фруги Кальпурниане, наместнике одной из двух испанских провинций. Оттуда он вернулся вместе с Пизоном в 69 году до н. э., чтобы принять участие в его триумфе.
В 68 году до н. э. Флакк был легатом при Квинте Цецилии Метелле (впоследствии Критском), который начал войну с пиратами в Эгейском море. Известно, что Луций управлял от имени Метелла Ахайей, Беотией, Фессалией; он сыграл важную роль в боевых действиях 68—67 годов до н. э., когда римляне установили контроль над островом Крит. В 66 году до н. э. Флакк уже командовал частью армии Гнея Помпея Великого в Закавказье. Его подразделения расположились отдельным лагерем во время похода в Албанию и подверглись атаке местных жителей. Луций, не имея возможности оборонять весь периметр укреплений, отступил в центр лагеря и, когда враг уже поверил в свою победу, внезапно контратаковал. В результате албанцам пришлось спасаться бегством.
Минуя эдилитет, Флакк добился своего избрания претором на 63 год до н. э. В этом качестве он участвовал в процессе Гая Рабирия, а позже поддержал консула Марка Туллия Цицерона в его борьбе с заговором Катилины. В частности, в ночь на 3 декабря именно он вместе со своим коллегой Гаем Помптином арестовал на Мульвийском мосту послов аллоброгов, при которых была найдена важнейшая улика — письмо катилинариев, раскрывавшее их замыслы. Благодаря этому Цицерон смог добиться от сената решения о немедленной казни заговорщиков.
После претуры Луций Валерий управлял провинцией Азия (62 год до н. э.). Сразу по возвращении в Рим он был привлечён к суду Децимом Лелием, из-за чего не смог баллотироваться в консулы. В 60 году до н. э. Флакк ездил в Трансальпийскую Галлию в составе посольства, а в 59 году до н. э. предстал перед судом. Его обвиняли в злоупотреблениях властью, причём Лелий, готовясь к процессу, проявил огромную энергию и упорство (Цицерон говорит в связи с этим о «необычном пристрастии»): провёл масштабное и дорогостоящее расследование, привёз из Азии множество свидетелей. Защищали Флакка лучшие ораторы эпохи, Квинт Гортензий Гортал и Цицерон. По-видимому, Гортал говорил первым и постарался опровергнуть обвинения по сути. Цицерон же в своей речи, большая часть которой сохранилась, остановился на политической стороне дела. Он заявил, что Лелий привлёк Флакка к суду по просьбе Гнея Помпея Великого, имевшего свои интересы в Азии, и что это обвинение — месть Луцию Валерию за его участие в разгроме заговора Катилины; подсудимый же удостоился с его стороны всевозможных похвал. В итоге присяжные вынесли оправдательный приговор.
Несмотря на положительный исход дела, Луций Валерий не смог сделать следующий шаг в карьере — стать консулом. В 57 году до н. э. он уехал в Македонию в качестве легата под началом проконсула Луция Кальпурния Пизона Цезонина; в 55 году до н. э. Флакк вернулся в Рим и был упомянут Цицероном в его речи «Против Пизона», но только в связи с давней совместной борьбой против Катилины. В сентябре 54 года до н. э. Луций давал свидетельские показания в суде, на процессе Гнея Планция. Вскоре после этого он, по-видимому, умер. Валерий Максим сообщает, что своим наследником по завещанию Флакк сделал Луция Корнелия Бальба, с которым находился в неприязненных отношениях, и при этом не упомянул в документе своих былых защитников Цицерона и Гортала. По-видимому, эта история изложена с риторическими преувеличениями; во всяком случае, Бальб был не единственным наследником вообще, а единственным наследником за пределами семьи.

## Потомки
У Луция Валерия был, по крайней мере, один сын, Гай. Этот нобиль погиб в 48 году до н. э. в сражении под Диррахием совсем молодым и стал последним из Валериев Флакков.